# Январский гром
«Янва́рский гром», или Красносе́льско-Ро́пшинская опера́ция, или Опера́ция «Нева́-2» — наступательная операция войск Ленинградского фронта, проведённая 14 — 30 января 1944 года против 18-й немецкой армии, осаждавшей Ленинград. Один из этапов Ленинградско-Новгородской стратегической операции.
В результате операции войска Ленинградского фронта уничтожили петергофско-стрельнинскую группировку противника, отбросили врага на расстояние 60—100 км от города, освободили Красное Село, Ропшу, Красногвардейск, Пушкин, Слуцк и, во взаимодействии с войсками Волховского фронта, полностью освободили Ленинград от вражеской блокады.
Руководил операцией командующий фронтом генерал армии Л. А. Говоров. Советские войска имели значительное превосходство над вермахтом. На направлении главного удара войска Ленинградского фронта превосходили противника в живой силе более чем в 2,7 раза, в артиллерии — в 3,6 раза, в танках — в 6 раз.

## Силы сторон

### РККА
Ленинградский фронт, командующий — генерал армии Л. А. Говоров, начальник штаба — генерал-лейтенант Д. Н. Гусев:
- 2-я ударная армия, командующий — генерал-лейтенант И. И. Федюнинский.
- 42-я армия, командующий — генерал-полковник И. И. Масленников.
- 67-я армия, командующий — генерал-лейтенант В. П. Свиридов.
- 13-я воздушная армия, командующий — генерал-полковник авиации С. Д. Рыбальченко.

Балтийский флот, командующий — адмирал В. Ф. Трибуц.

### Вермахт
Группа армий «Север», командующий — генерал-фельдмаршал Георг фон Кюхлер:
- 18-я армия, командующий — генерал кавалерии Георг Линдеман.
- 1-й воздушный флот, командующий — генерал Курт Пфлюгбейл.

## Обстановка под Ленинградом к началу 1944 года
В 1943 году советские войска, в результате ряда операций прорвав блокаду Ленинграда, захватили инициативу на северо-западном направлении, но полностью освободить город от осады не сумели. Войска немецкой 18-й армии находились в непосредственной близости от Ленинграда и продолжали интенсивные артиллерийские обстрелы города и «Дороги победы».
И. И. Федюнинский так оценивал обстановку под Ленинградом к концу 1943 года:

Обстановка под Ленинградом определялась общим положением на фронтах. Советская Армия в течение 1943 года нанесла немецко-фашистским войскам ряд сильных ударов и принудила противника к непрерывному отступлению. К ноябрю враг вынужден был очистить почти две трети захваченной им территории нашей Родины. Но под Ленинградом же гитлеровцы, опоясав себя мощной линией оборонительных сооружений, продолжали совершенствовать свои позиции и рассчитывали удержать их как основу всего левого крыла Восточного фронта.

В начале сентября 1943 года советскому командованию стало известно о том, что немецкие войска начали подготовку отступления от Ленинграда на новые оборонительные рубежи на линии река Нарва — Чудское озеро — Псков — Остров — Идрица (линия «Пантера»).
Исходя из сложившейся обстановки, военные советы Ленинградского и Волховского фронтов немедленно приступили к разработке плана совместной крупномасштабной операции с целью разгрома 18-й немецкой армии и полного освобождения Ленинграда от блокады.
Поскольку до конца 1943 года сохранялась неопределённость относительно планов немецких войск, советское командование разработало два варианта наступления. Первый вариант предусматривал незамедлительный переход к преследованию противника в случае его отступления («Нева 1»), а второй — прорыв эшелонированной обороны противника в случае, если немецкие войска продолжат удерживать свои позиции («Нева 2»).
Командование группы армий «Север» достаточно быстро получило информацию о подготовке советских войск к наступлению, что заставило Г. Кюхлера обратиться к А. Гитлеру с просьбой ускорить отвод войск на линию «Пантера». Однако А. Гитлер, ориентируясь на мнение командующего 18-й армии Г. Линдемана, который уверял, что его войска отразят новое советское наступление, приказал группе армий «Север» продолжать осаду Ленинграда.

## План наступления
Общий замысел наступательной операции Ленинградского и Волховского фронтов заключался в нанесении одновременных ударов на флангах 18-й немецкой армии в районе Петергоф — Стрельна (Красносельско-Ропшинская операция) и в районе Новгорода (Новгородско-Лужская операция). Затем планировалось, наступая на кингисеппском и лужском направлениях, окружить основные силы 18-й армии и развивать наступление на Нарву, Псков и Идрицу. Главной целью предстоящего наступления было полное освобождение Ленинграда от блокады. Кроме того, планировалось освободить от немецкой оккупации Ленинградскую область и создать предпосылки для дальнейшего успешного наступления в Прибалтику.
Согласно окончательному плану операции войска Ленинградского фронта переходили в наступление силами 2-й ударной армии с Ораниенбаумского плацдарма и силами 42-я армии из района юго-западнее Ленинграда. Соединившись в районе Красное Село — Ропша, войска 2-й ударной и 42-й армий должны были уничтожить петергофско-стрельненскую группировку противника, а затем продолжить наступление в юго-западном направлении на Кингисепп и в южном направлении на Красногвардейск, а затем на Лугу.
Через несколько дней после начала операции к наступлению должна была подключиться 67-я армия. Войскам армии была поставлена задача — освободить Мгу, Ульяновку, Тосно и во взаимодействии с войсками Волховского фронта полностью восстановить контроль над Кировской и Октябрьской железными дорогами. В дальнейшем частям 67-й армии предстояло развивать наступление на Пушкин и Красногвардейск.
Одновременно с войсками Ленинградского фронта в наступление переходили войска Волховского фронта, которые после разгрома новгородской группировки противника должны были стремительно развивать наступление на Лугу. Соединившись в районе Луги, войска Ленинградского и Волховского фронтов должны были окружить основные силы 18-й немецкой армии.

## Расстановка сил перед началом операции

### Ленинградский фронт
К началу 1944 года войска Ленинградского фронта занимали оборону непосредственно вокруг Ленинграда силами трёх общевойсковых армий: на Карельском перешейке проходили рубежи обороны 23-й армии, а от побережья Финского залива до Гонтовой Липки занимали оборону части 42-й и 67-й армий. Кроме того, войска фронта удерживали Ораниенбаумский плацдарм (протяжённостью до 50 километров по фронту и 25 километров в глубину).
Поскольку Ставка Верховного Главнокомандования не имела возможности значительно усилить советские войска под Ленинградом, командование фронта провело ряд перегруппировок в войсках с целью концентрации сил и средств на направлении главного удара.
Так, на Ораниенбаумский плацдарм была передислоцирована 2-я ударная армия, на посту командующего которой В. З. Романовского сменил более опытный И. И. Федюнинский. С 7 ноября 1943 года Приморская оперативная группа перешла под командование штаба 2-й ударной армии, части которой постепенно в течение нескольких месяцев переправлялись на плацдарм силами Балтийского флота и транспортной авиации. Всего с 5 ноября 1943 года по 21 января 1944 года на плацдарм было переброшено 5 стрелковых дивизий, 13 артиллерийских полков, 2 танковых полка, один самоходно-артиллерийский полк и одна танковая бригада — всего около 53 000 человек, 2300 автомашин и тракторов, 241 танков и бронемашин, 700 орудий и миномётов, 5800 тонн боеприпасов, 4000 лошадей и 14 000 тонн различных грузов.
Всего войска фронта (без учёта 23-й армии) насчитывали 30 стрелковых дивизий, 3 стрелковые бригады, 4 танковые бригады и 3 укрепрайона — 417 600 солдат и офицеров. Наступление 42-й и 2-й ударной армий поддерживали около 600 танков и САУ, примерно 6000 орудий, миномётов и реактивных установок. Поддержку с воздуха войскам фронта обеспечивали 461 самолёт 13-й воздушной армии, Ленинградской армии ПВО и 192 самолёта авиации Балтийского флота. Общее наступление двух фронтов поддерживали соединения авиации дальнего действия — всего 330 самолётов.
Кроме того, наступлению войск 2-й ударной и 42-й армий должна была содействовать корабельная и береговая артиллерия Балтийского флота — свыше 200 орудий калибром от 100 до 406 миллиметров (включая артиллерийские орудия линкоров «Петропавловск», «Октябрьская революция», крейсеров «Киров» и «Максим Горький», а также кронштадтских фортов и форта «Красная Горка»).

### 18-я немецкая армия
Войскам Ленинградского фронта противостояла часть сил 18-й немецкой армии. На направлении главного удара фронта оборону держали части 3-го танкового корпуса СС (9-я и 10-я авиаполевые дивизии, 11-я добровольческая моторизованная дивизия СС «Нордланд» и 23-я добровольческая моторизованная дивизия СС «Недерланд» (1-я голландская), а также один полк 4-й полицейской моторизованной дивизии СС) в районе Ораниенбаумского плацдарма и части 50-го армейского корпуса (126-я, 170-я и 215-я пехотные дивизии), который занимал рубежи от Петергофа до Пушкина. Кроме того, 54-й армейский корпус (11-я, 24-я, 225-я пехотные дивизии) занимал оборону от Пушкина до Невы, а 26-й армейский корпус (61-я, 227-я и 212-я пехотные дивизии) — в районе Мги.
Согласно советским данным вся 18-я немецкая армия насчитывала 168 000 солдат и офицеров, около 4500 орудий и миномётов, 200 танков и САУ. Поддержку с воздуха всей группы армий «Север» осуществлял 1-й воздушный флот силами 200 самолётов. По другим данным 1-й воздушный флот насчитывал 370 самолётов, из которых 103 базировались недалеко от Ленинграда.
Согласно немецким источникам, на 14 октября 1943 года вся группа армий «Север» (включая соединения, находившиеся на севере Финляндии) насчитывала 601 000 человек, 146 танков, 2398 орудий и миномётов.
В любом случае советские войска имели значительное превосходство над немецкими. На направлении главного удара войска Ленинградского фронта превосходили противника в живой силе более чем в 2,7 раза, в артиллерии — в 3,6 раза, в танках — в 6 раз.
Учитывая крайне неблагоприятное для себя соотношение сил, немецкое командование рассчитывало удержать позиции под Ленинградом, опираясь на мощные оборонительные сооружения так называемого «Северного вала». Наиболее сильный участок немецкой обороны находился в полосе наступления 42-й армии, где основными узлами сопротивления были населённые пункты Урицк, Старо-Паново, Ново-Паново, Пушкин, Красное Село, а также высота 172,3 («Воронья гора»). В случае вынужденного отступления немецкие войска должны были организованно отходить от одной промежуточной позиции к другой. Для этого в глубине обороны 18-й армии были построены линия «Автострада», Оредежская, Ингерманландская, Лужская и другие линии. Однако полностью подготовить все промежуточные линии обороны к началу советского наступления немецкие войска не успели.

## Ход операции

### Наступление 2-й ударной и 42-й армий, 14 — 20 января
Согласно плану операции первыми 14 января в наступление переходили войска 2-й ударной армии с Ораниенбаумского плацдарма, а через день — войска 42-й армии из района Пулкова.
Ночью перед началом наступления стрелковые части 2-й ударной армии выдвинулись на нейтральную полосу и окопались в 150—350 метрах от передовых позиций противника, а сапёры проделали проходы в минных полях и проволочных заграждениях. Одновременно тяжёлая артиллерия и ночные бомбардировщики нанесли удар по узлам обороны и артиллерийским позициям противника.
В 10:40 утра, после 65-минутной артподготовки и массированного налёта штурмовой авиации, на 10-километровом участке фронта в наступление перешли два стрелковых корпуса 2-й ударной армии — 43-й (48-я, 90-я, 98-я стрелковые дивизии) и 122-й (11-я, 131-я и 168-я стрелковые дивизии).
В первый день наступления наибольшего успеха добились части 48-й, 90-й и 131-й стрелковых дивизий, наступление которых поддерживали 152-я танковая бригада, а также 222-й и 204-й танковые полки. К концу дня советские войска продвинулись вперёд на 4 километра, овладели первой полосой обороны противника, заняли опорные пункты Порожки и Гостилицы и на некоторых участках вклинились во вторую линию немецкой обороны.
Весь день 14 января артиллерия 42-й и 67-й армий вела непрерывный обстрел позиций противника в районах Пулковских высот и Мги с целью дезориентировать противника и не дать ему понять, где и когда будет нанесён следующий удар.
15 января после 110-минутной артподготовки, в которой принимали участие 2300 орудий и миномётов, перешли в наступление соединения трёх стрелковых корпусов 42-й армии на 17-километровом участке фронта Лигово — Редкое Кузьмино. Соединения 30-го гвардейского стрелкового корпуса (45-я, 63-я, 64-я стрелковые дивизии), наступая непосредственно за артиллерийским валом, с минимальными потерями к исходу первого дня наступления продвинулись вперёд на 4,5 километра. Атаки наступавших справа и слева 109-го (72-я, 109-я, 125-я стрелковые дивизии) и 110-го (56-я, 85-я, 86-я стрелковые дивизии) стрелковых корпусов, были менее удачными.
В последующие дни соединения 2-й ударной и 42-й армий медленно, но упорно продвигались в направлении Ропши и Красного Села навстречу друг другу. Немецкие войска оказывали ожесточённое сопротивление и при любой возможности предпринимали отчаянные контратаки.
Частям 2-й ударной армии лишь к концу третьего дня удалось продвинуться вперёд до 10 километров и завершить прорыв главной оборонительной полосы противника на фронте до 23 километров. Это позволило И. И. Федюнинскому утром 17 января сформировать подвижную группу (152-я танковая бригада, а также несколько стрелковых и артиллерийских подразделений), которой была поставлена задача стремительно развивать наступление, захватить и удержать Ропшу.
Ещё более упорные бои развернулись в полосе наступления 42-й армии. Большое количество противотанковых рвов и минных полей, а также эффективный огонь артиллерии противника стали причиной больших потерь в танковых частях армии, которые не смогли должным образом поддержать наступление стрелковых соединений. Несмотря на это, советская пехота продолжала упорно продвигаться вперёд. Так, части 30-го гвардейского стрелкового корпуса 16 января, продвинувшись вперёд ещё на 3 — 4 километра, достигли шоссе Красное Село — Пушкин. В этот же день части 109-го стрелкового корпуса взяли сильный узел обороны противника Финское Койрово, а части 110-го корпуса — Александровку.
Утром 17 января командующий 42-й армией ввёл в бой 291-ю стрелковую дивизию и подвижную группу (1-я Ленинградская Краснознамённая, 220-я танковые бригады, а также два самоходно-артиллерийских полка) с задачей поддержать наступление 30-го гвардейского стрелкового корпуса, овладеть Красным Селом, Дудергофом и Вороньей Горой.
Командующий группой армий «Север» был вынужден запросить разрешение А. Гитлера отвести части 26-го армейского корпуса 18-й армии из Мгинского выступа для того чтобы высвободить несколько дивизий для усиления обороны юго-западнее Ленинграда. Не получив однозначного ответа, Г. Кюхлер принял решение перебросить ряд соединений (21-ю, 11-ю, 225-ю пехотные дивизии и другие части) в район Красного Села, но изменить ситуацию эта мера не помогла. Вскоре немецкие войска начали спешное отступление на юг из районов Стрельны, Володарского и Горелово.
18 января советские войска добились окончательного перелома сражения в свою пользу.
На участке наступления 2-й ударной армии 122-й стрелковый корпус при поддержке танковых частей после ожесточённого боя взял Ропшу и совместно с введённым в бой из второго эшелона армии 108-м стрелковым корпусом и подвижной группой продолжил наступление на восток.
В тот же день стрелковые части 42-й армии начали штурм Красного Села и Вороньей Горы; танковые подразделения продолжили наступление навстречу частям 2-й ударной армии. Ожесточённые бои за эти ключевые опорные пункты продолжались несколько дней. Утром 19 января одновременным ударом с двух сторон части 63-й гвардейской стрелковой дивизии штурмом овладели Вороньей Горой, а части 64-й гвардейской и 291-й стрелковых дивизий освободили Красное Село.
Вечером 19 января в районе Русско-Высоцкого встретились передовой отряд 168-й дивизии 2-й ударной армии и бойцы 54-го инженерного батальона, входившего в подвижную группу 42-й армии. Однако воспользовавшись тем, что сплошная линия фронта ещё не была установлена, значительная часть немецкой группировки, бросив тяжёлое вооружение, смогла вырваться из окружения.
Утром 20 января основные силы 2-й ударной и 42-й армий, встретившись в районе южнее Ропши, полностью окружили, а затем уничтожили остатки петергофско-стрельненской группировки противника. Всего за шесть дней непрерывных боёв войска 2-й ударной и 42-й армий уничтожили две немецкие дивизии, нанесли существенный урон ещё пяти дивизиям. В плен было взято около 1000 солдат и офицеров противника. Кроме того, севернее Красного Села была уничтожена немецкая артиллерийская группировка, созданная специально для обстрела Ленинграда. Всего захвачено 265 орудий, в том числе 85 тяжёлых.

### Положение сторон к 20 января
Разгром петергофско-стрельненской группировки, а также освобождение Новгорода войсками 59-й армии Волховского фронта создали благоприятные условия для дальнейшего наступления советских войск.
Первоочередной задачей Ленинградского и Волховского фронтов было окончательное освобождение Ленинграда от блокады. Необходимым для этого условием было скорейшее освобождение основной железнодорожной коммуникации города со страной — Октябрьской железной дороги.
Для решения этой задачи Военный совет Ленинградского фронта принял решение перенести удар с юго-западного на юго-восточное направление. Войскам 42-й армии была поставлена задача, наступая на Красногвардейск, Пушкин и Тосно, выйти во фланг и тыл группировки противника, которая продолжала удерживать позиции в районе Ульяновки, Мги и Тосно. В дальнейшем планировалось во взаимодействии с войсками 67-й армии и правого крыла Волховского фронта в короткий срок окружить и уничтожить 26-й и 28-й немецкие армейские корпуса, восстановить контроль над Октябрьской железной дорогой и, тем самым, полностью освободить Ленинград от вражеской блокады.
Одновременно войска 2-й ударной армии должны были продолжить наступление на юго-запад в общем направлении на Войсковицы — Высокоключевой, обойти Красногвардейск с юго-запада и тем самым способствовать наступлению 42-й армии, прочно обеспечивая её правый фланг.
Однако советскому командованию вскоре пришлось вносить существенные коррективы в план дальнейшего наступления, поскольку в ночь на 21 января дивизии 26-го армейского корпуса начали организованное отступление из Мгинско-синявинского выступа.

### Продолжение наступления, 21 — 31 января
21 января войска 67-й армии Ленинградского фронта и 8-й армии Волховского фронта, заметив начавшееся отступление противника, перешли в наступление. Уже через несколько часов была освобождена Мга, а вскоре был полностью восстановлен контроль над Кировской железной дорогой. Однако развить наступление сходу советским войскам не удалось. Части 26-го армейского корпуса, закрепившись на промежуточном рубеже «Автострада» вдоль Октябрьской железной дороги, оказывали ожесточённое сопротивление.
Отступление немецких войск из района Мги заставило командование Ленинградского фронта изменить план дальнейшего наступления. Скорректированный план развития операции был представлен Ставке Верховного Главнокомандования 22 января и незамедлительно утверждён.
Теперь главной задачей фронта стало скорейшее освобождение Красногвардейска — ключевого узла железнодорожных и шоссейных коммуникаций противника. Затем планировалось силами 2-й ударной и 42-й армий нанести главный удар в направлении Кингисеппа и Нарвы. Одновременно 67-я армия на вспомогательном направлении должна была выйти на линию Ульяновка — Тосно и во взаимодействии с войсками Волховского фронта полностью взять под контроль Октябрьскую железную дорогу. В дальнейшем армии ставилась задача, наступая на Вырицу и Сиверский, содействовать главному удару фронта.
Таким образом, командование Ленинградского фронта рассчитывало отрезать пути отхода основным силам 18-й армии в направлении Нарвы и заставить немецкие войска отходить к городу Луге, на который наступали войска 59-й армии Волховского фронта.
Понимая всю опасность создавшейся обстановки, командующий группой армий «Север» делал все возможное, чтобы укрепить оборону Красногвардейска. В помощь державшим оборону в этом районе частям 11-й, 61-й, 170-й, 126-й и 215-й пехотных дивизий были направлены 225-я и 227-я пехотные дивизии, переброшенные из района Мги. Вместе с тем, Г. фон Кюхлер обратился к А. Гитлеру с просьбой разрешить отвод войск с линии Октябрьской железной дороги и из районов Пушкина и Слуцка, однако получил категорический приказ удержать Красногвардейск любой ценой. Для этого ОКХ выделило 18-й армии 12-ю танковую дивизию и 502-й тяжёлый танковый батальон.
21 января, перегруппировав силы, войска Ленинградского фронта продолжили наступление на Красногвардейск. Части 123-го и 117-го (из резерва фронта) стрелковых корпусов 42-й армии, преодолевая упорное сопротивление противника, вышли на подступы Красногвардейска 22 января, но сходу овладеть городом не смогли. Одновременно дивизии 110-го стрелкового корпуса (с 22 января в составе 67-й армии), нанося удар на юго-восток, обошли Пушкин и Слуцк с запада и практически окружили оборонявшиеся там части 215-й и 24-й пехотных дивизий противника.
В это время соединения 2-й ударной армии, обходя Красногвардейск с запада, продолжили наступление в направлении Кингисеппа. Немецкие части 61-й, 227-й, 170-й и 10-й авиаполевой дивизий, отступающие в Эстонию, разрушали мосты, минировали дороги и, цепляясь за опорные пункты, оказывали ожесточённое сопротивление, что несколько замедлило продвижение вперёд 43-го и 122-го корпусов 2-й ударной армии.
Ожесточённые бои за Красногвардейск, Пушкин и Слуцк, а также на линии Октябрьской железной дороги продолжались несколько дней. 24 января части 110-го стрелкового корпуса овладели Пушкиным и Слуцком, а части 118-го стрелкового корпуса 67-й армии — Ульяновкой. К 29 января части 54-й армии Волховского фронта полностью освободили Октябрьскую железную дорогу.
25 января 42-я армия силами 123-го и 117-го стрелковых корпусов при поддержке танков, артиллерии и авиации начала решающий штурм Красногвардейска. Ожесточённые уличные бои продолжались почти сутки. 26 января в 10:00 утра Красногвардейск был полностью освобождён. В боях за город особенно отличились 120-я, 224-я, 201-я стрелковые дивизии, 31-й гвардейский танковый полк и другие соединения и части.
Освобождение Красногвардейска означало развал сплошного фронта немецкой обороны — 18-я армия была рассечена на две неравные части. Основная группировка (примерно 14 дивизий) отступала с востока, северо-востока и севера в направлении Луги, а западная группировка (примерно 5 — 6 дивизий), распавшись на отдельные не связанные между собой мелкие боевые группы, отступала на запад к Нарве. По этой причине войска 2-й ударной и 42-й армий, продолжившие наступление в западном и юго-западном направлениях, достаточно быстро продвигались вперёд. Командующий Ленинградским фронтом Л. А. Говоров считал, что основные усилия следует сосредоточить на этом направлении, так как это позволит сразу же приступить к освобождению Эстонии. При этом учитывалась возможность в случае необходимости развернуть часть сил фронта для удара с рубежа реки Луги на Гдов и Псков.
Действуя на нарвском направлении, войска 2-й ударной армии захватили Волосово, перерезали железную дорогу Красногвардейск — Кингисепп и к 30 января вышли к реке Луге. В ночь на 1 февраля 109-я, 189-я и 125-я стрелковые дивизии 109-го корпуса (передан в состав 2-й ударной армии из 42-й армии) при поддержке 152-й танковой бригады после артподготовки атаковали и благодаря умелому обходному манёвру взяли штурмом Кингисепп. Немецкие войска, не сумевшие организовать оборону по реке Луге, были вынуждены спешно отступить на рубеж на реке Нарва.
Одновременно, развивая наступление в юго-западном направлении, соединения 42-й армии за три дня продвинулись вперёд на 50 километров и к 30 января достигли реки Луги, заняв плацдарм на её западном берегу в районе Большого Сабска.
Наступление же 67-й армии, действовавшей на линии Тосно — Вырица — Сиверский, развивалось не столь стремительно. Преодолевая упорное сопротивление частей 12-й танковой, 212-й, 126-й и 11-й пехотных дивизий, которые прикрывали отход частей 54-го, 26-го, 28-го и армейских корпусов из районов Пушкина, Слуцка, Тосно, Любани и Чудово, соединения 67-й армии 27 января овладели Вырицей, а к 30 января — Сиверским. Однако немецкие части продолжали удерживать позиции юго-восточнее Красногвардейска и южнее Сиверского, и только после трёх дней ожесточённых боёв советские войска заставили их отступить.

## Авиация
Перед началом операции в ночь на 14 января 1944 года бомбардировщики 7-го авиационного корпуса дальнего действия нанесли удары по артиллерийской группировке противника в районе посёлка Беззаботный, и по немецко-фашистским войскам, расположенным перед фронтом 2-й ударной армии. Всего за эту ночь было произведено около 250 самолёто-вылетов. Однако массированные авиационные удары по врагу, как намечалось по плану, нанести не удалось.
Неблагоприятная метеорологическая обстановка не позволила осуществить полноценную авиационную подготовку. Высота нижней кромки облаков не превышала 100—200 м, из-за снегопада и дымки видимость была 100—500 м, к тому же отмечалось сильное обледенение. Действовали мелкими группами и одиночными самолётами, которые пилотировали наиболее опытные лётчики. В течение первого дня наступления экипажи 13-й воздушной армии совершили только 15 самолёто-вылетов. Военно-воздушные силы Балтийского флота совершили 67 самолёто-вылетов. В этот день ни один немецкий самолёт в воздухе не появился.
Перед наступлением 42-й армии, на красносельском направлении, 44 самолёта Ил-2 277-й штурмовой авиадивизии нанесли удар по противнику перед фронтом 30-го гвардейского стрелкового корпуса. Сначала четвёрка штурмовиков поставила дымовую завесу, а затем экипажи тремя группами штурмовали передовые траншеи врага. Наступление наших войск поддерживалось группами по 3—4 самолёта штурмовиков и бомбардировщиков. Помощь нашим лётчикам оказывали офицеры наведения, которые находились с радиостанциями в боевых порядках наступающих войск.
Из-за неблагоприятных метеоусловий 15 и 16 января части 13-й воздушной армии действовали ограниченно. Но в тёмное время суток активно работала авиация дальнего действия. Лёгкие бомбардировщики По-2 всю ночь бомбили войска противника в районах Красного Села, Ропши, Пушкина. В ночь на 17 января 28 пикирующих бомбардировщика Пе-2, под прикрытием 16 истребителей, совершили налёт на командный пункт и узел связи вражеской авиационной дивизии в районе Ропши, при этом одна 500-килограммовая бомба попала прямо в командный пункт.
В начале наступления на Волховском фронте, из-за чрезвычайно сложных метеоусловий, авиация 14-й воздушной армии не действовала. Это сразу сказалось на результатах наступления 59-й армии, которая почти не продвинулась вперед. В последующие дни, когда погода улучшилась, авиация начала действовать в полную силу. 20 января, при поддержке авиации, войска Волховского фронта освободили древний русский город Новгород.
20 января приказом командующего Ленинградским фронтом общее руководство действиями 13-й воздушной армии, ВВС Балтийского флота и 2-го Ленинградского корпуса ПВО было возложено на генерал-лейтенанта авиации С. Д. Рыбальченко. Этим же приказом ставилась задача уничтожать отходящие войска немецко-фашистской 18-й армии и подходящие оперативно-тактические резервы противника, не допускать железнодорожных и автомобильных перевозок, содействовать подвижным группам наземных войск, наступающих на направлении главного удара, и прикрывать войска на поле боя от налетов неприятельской авиации.
В период наступления усилия нашей авиации были направлены на разрушение крупных узлов сопротивления противника, а также на поддержку наших наземных войск. С переходом Ленинградского и Волховского фронтов в наступление противник стал спешно усиливать свою авиацию и большое значение приобретала задача прикрытия наших войск с воздуха.
13-я воздушная армия сыграла важную роль в снятии блокады Ленинграда, которая поддерживала наступление Ленинградского фронта на важнейших направлениях. За 17 дней января части и соединения воздушной армии уничтожили большое количество живой силы и техники противника, было сбито 13 немецких самолётов.
Во время наступления на Кингисепп авиация Ленинградского фронта и Балтийского флота поддерживала 2-ю ударную армию. В это время особенно успешно действовала 277-я штурмовая авиадивизия. При поддержке авиации советские войска овладели городом Кингисепп, и части и соединения 13-й воздушной армии перенесли удары по отступающему врагу на дорогах, переправах и местах сосредоточения.
14-я воздушная армия обеспечивала главные силы Волховского фронта, продвигающиеся к Луге с Востока
В начале февраля немецко-фашистские войска провели перегруппировку своей 18-й армии, перебросив пять дивизий в район Луги. Перегруппировка вражеских войск и появление новых соединений были своевременно обнаружены нашей воздушной разведкой. 6 февраля летчик 140-го бомбардировочного полка засек с воздуха большую колонну противника. На её уничтожение была немедленно отправлена авиация 13-й воздушной армии. Первыми удар нанесли 20 пикирующих бомбардировщиков Пе-2, за ними подходили несколько групп самолётов. Всего по колонне было произведено 189 самолёто-вылетов, из них 50 бомбардировщиками, 60 штурмовиками и 79 истребителями. Было уничтожено более 100 автомашин, 50 повозок, разбито 20 орудий, убито около 200 гитлеровцев.

## Итоги операции
К концу января 1944 года войска Ленинградского фронта во взаимодействии с войсками Волховского фронта нанесли тяжёлое поражение 18-й немецкой армии, продвинулись вперёд на 70 — 100 километров, освободили целый ряд населённых пунктов (в том числе Красное Село, Ропшу, Красногвардейск, Пушкин, Слуцк) и создали предпосылки для дальнейшего наступления. Хотя Ленинградско-Новгородская операция продолжалась, основная задача всего стратегического наступления была выполнена — Ленинград был полностью освобождён от блокады.
21 января Л. А. Говоров и А. А. Жданов, не сомневаясь в успехе дальнейшего наступления, обратились к И. В. Сталину с просьбой в связи с полным освобождением Ленинграда от блокады и от артиллерийских обстрелов противника разрешить издать и опубликовать по этому поводу приказ войскам фронта и в честь одержанной победы произвести в Ленинграде 27 января салют двадцатью четырьмя артиллерийскими залпами из 324 орудий.
Несмотря на то, что советские войска только к 29 января полностью восстановили контроль над Октябрьской железной дорогой, 27 января по радио был зачитан приказ Военного совета Ленинградского фронта, в котором говорилось о полном освобождении Ленинграда от блокады. Вечером практически все население города вышло на улицы и с ликованием наблюдало за артиллерийским салютом, который был произведён в честь этого исторического события.
Военный корреспондент П. Н. Лукницкий вспоминал:

Над Ленинградом далёкая рассыпь взлетевших маленьких огоньков… Залпы трёхсот двадцати четырёх орудий катятся из города к нам через тёмные поля, под низким туманным небом, по извилинам заледенелой Невы. Сотни разноцветных ракет, поднявшись в тёмной дали над громадами городских зданий, как экзотические цветы на тонких стеблях, изгибаются и медленно опадают. Мы, незнакомые друг другу солдаты и офицеры, чувствуя себя родными и близкими людьми, несказанно взволнованы этим зрелищем. Стоим, смотрим, молчим, и грудь моя стеснена, — кажется, впервые за всю войну мне хочется плакать. Когда салют кончился, мы прокричали «ура!», жали друг другу руки, обнимались.

## Потери

### РККА
Потери советских войск в Красносельско-Ропшинской операции можно оценить только приблизительно.
Согласно статистическому исследованию «Россия и СССР в войнах XX века» Ленинградский фронт, во всей Ленинградско-Новгородской стратегической наступательной операции, в период с 14 января по 1 марта 1944 года, потерял 227 440 человек убитыми, пропавшими без вести и раненными (из них 56 564 человек — безвозвратные потери, 170 876 человек — санитарные). Кроме того, потери Балтийского флота за этот же период составили 1461 человека (169 человек — безвозвратные потери, 1292 человека — санитарные). Установить, какая часть потерь приходится на Красносельско-Ропшинскую операцию, затруднительно, поскольку боевые действия в феврале также носили крайне ожесточённый характер. Кроме того, следует учитывать, что с 15 февраля в состав фронта вошли три общевойсковые армии расформированного Волховского фронта, потери которых в боях во второй половине февраля включены в число общих потерь Ленинградского фронта во всем стратегическом наступлении.

### Вермахт
18-я немецкая армия в боях против войск Ленинградского фронта в январе 1944 года потерпела тяжёлое поражение и понесла значительные потери, но, вместе с тем, не была разгромлена и сохранила значительную часть своего боевого потенциала.
Согласно докладу командования 18-й армии потери немецких войск, действовавших против Ленинградского и Волховского фронтов, к 29 января составили 14 000 человек убитыми и 35 000 человек раненными. Эти цифры, по всей видимости, являются весьма приблизительными, поскольку учёт численности и убыли личного состава штабам армии в январе 1944 года вёлся эпизодически, тем более невозможно указать, какая часть потерь приходится на бои против войск Ленинградского фронта.
В отечественной литературе зачастую приводятся данные о немецких потерях, указанные в сводках Совинформбюро. Так, согласно сводке от 19 января войска Ленинградского фронта к тому времени нанесли тяжёлое поражение 7 пехотным дивизиям противника, уничтожив 20 000 и захватив в плен 1000 немецких солдат и офицеров. В сводке от 26 января говорится, что за время наступления с 14 по 25 января 1944 года войска Ленинградского фронта разбили 10 пехотных дивизий и нанесли тяжёлые потери 2 пехотным дивизиям, захватили большие трофеи (орудий разных калибров — 619, в том числе тяжёлых орудий калибров от 150 до 406 миллиметров — 116, миномётов — 454, самоходных орудий — 20, танков — 60, бронемашин — 24) и уничтожили 158 танков, 445 орудий и миномётов, 901 автомашину. При этом общие потери немецких войск составили только свыше 40 000 солдат и офицеров убитыми и до 3000 — пленными.

## Почётные наименования соединений и частей
За успешные действия в ходе Красносельско-Ропшинской операции приказом Верховного Главнокомандующего отличившимся соединениям и частям были присвоены почётные наименование в честь их особого участия в освобождении в ходе операции важнейших городов:

### Красносельские
| - 45-я гвардейская стрелковая дивизия - 63-я гвардейская стрелковая дивизия - 64-я гвардейская стрелковая дивизия - 125-я стрелковая дивизия - 31-й отдельный гвардейский тяжёлый танковый полк - 49-й отдельный гвардейский тяжёлый танковый полк - 261-й отдельный гвардейский тяжёлый танковый полк - 23-я артиллерийская дивизия прорыва - 51-я отдельная пушечная артиллерийская бригада - 1-я гвардейская морская железнодорожная артиллерийская бригада - 12-й гвардейский пушечный артиллерийский полк - 14-й гвардейский пушечный артиллерийский полк | - 1-я гвардейская миномётная дивизия - 38-й гвардейский миномётный полк - 174-й армейский миномётный полк - 320-й гвардейский миномётный полк - 169-й зенитный артиллерийский полк - 705-й истребительный противотанковый артиллерийский полк - 3-й отдельный разведывательный артиллерийский дивизион - 7-й гвардейский батальон минёров - 54-й отдельный инженерный батальон - 277-я штурмовая авиационная дивизия - 101-й бомбардировочный авиационный полк дальнего действия - 325-й бомбардировочный авиационный полк дальнего действия |

### Ропшинские
| - 48-я стрелковая дивизия - 90-я стрелковая дивизия - 98-я стрелковая дивизия - 131-я стрелковая дивизия - 98-й отдельный танковый полк - 222-й отдельный танковый полк - 3-я тяжёлая гаубичная артиллерийская бригада | - 30-й гвардейский миномётный полк - 144-й армейский миномётный полк - 295-й инженерный батальон - 447-й отдельный моторизированный инженерный батальон - 734-й отдельный армейский моторизированный инженерный батальон - 9-я штурмовая авиационная дивизия ВМФ |

### Пушкинские
| - 56-я стрелковая дивизия - 34-й отдельный пулемётно-артиллерийский батальон - 291-й отдельный пулемётно-артиллерийский батальон - 321-й гвардейский миномётный полк | - 533-й армейский миномётный полк - 7-я зенитная артиллерийская дивизия - 72-й отдельный зенитный артиллерийский дивизион - 275-я истребительная авиационная дивизия |

### Документы
- Блокада Ленинграда в документах рассекреченных архивов / Под ред. Н. Л. Волковского.. — СПб.: Полигон, 2005. — 766 с.
- Русский архив: Великая Отечественная. Ставка ВГК. Документы и материалы. 1943 год / Под. ред. В. А. Золотарёва. — М.: Терра, 1999. — Т. 16(5-3). — 360 с. — ISBN 5-300-02007-9.

### Мемуары
- Федюнинский И. И. Поднятые по тревоге. — М.: Воениздат, 1961.
- Борщев С. Н. От Невы до Эльбы. — Л.: Лениздат, 1973.
- Жаркой Ф. М. Танковый марш.  Под ред. М. Ф. Жаркого Танковый марш. — Изд. 4-е, перераб. и доп. — СПб. : Издательство Михайловской военной артиллерийской академии, 2018. — 230 с. — ISBN 978-5-98709-303-0.
- Трибуц В. Краснознамённый Балтийский флот в разгроме противника под Ленинградом. // Военно-исторический журнал. — 1974. — № 2. — С.11-18.

### Дневники и письма
- Лукницкий П. Н. Ленинград действует... Фронтовой дневник. — М.: Советский писатель, 1971.

### Исторические исследования
- Гланц Д. Битва за Ленинград. 1941—1945 / Пер. У. Сапциной. — М.: Астрель, 2008. — 640 с. — ISBN 978-5-271-21434-9.
- Гланц Д. Блокада Ленинграда. 1941—1944 / Пер. Е. Ламановой. — М.: Центрполиграф, 2009. — 224 с. — ISBN 978-5-9524-4170-5.
- Польман Х. 900 дней боёв за Ленинград. Воспоминания немецкого полковника / Пер. А. Нечаева. — М.: Центрполиграф, 2005. — 2006 с. — ISBN 5-9524-1677-2.
- Гречанюк Н. М., Дмитриев В. И., Корниенко А. И. Дважды Краснознамённый Балтийский флот. — М.: Воениздат, 1990. — 342 с. — ISBN 5-203-00245-2.
- Дзенискевич А. Р., Ковальчук В. М., Соболев Г. Л., Цамутали А. Н., Шишкин В.А. Непокорённый Ленинград. Краткий очерк истории города в период Великой Отечественной войны. — Л.: Наука, 1970. — 480 с.
- Кривошеев Г. Ф. Россия и СССР в войнах XX века. Потери вооружённых сил: Статистическое исследование. — М.: Олма-Пресс, 2001. — 320 с. — ISBN 5-17-024092-9.
- Мощанский И. Б. У стен Ленинграда. — М.: Вече, 2010. — 304 с. — ISBN 978-5-9533-5209-3.
- Шигин Г. А. Битва за Ленинград: крупные операции, «белые пятна», потери / Под ред. Н. Л. Волковского. — СПб.: Полигон, 2004. — 320 с. — ISBN 5-17-024092-9.
- Сяков Ю. А. Численность и потери германской группы армий «Север» в ходе битвы за Ленинград (1941—1944) // Вопросы истории. — 2008. — № 1.